# بلانيت+
بلانيت + (Planète Câble سابقًا) هي شبكة تلفزيونية فرنسية تبث الأفلام الوثائقية بشكل رئيسي. وهي مملوكة لشركة كنال بلوس جروب . وهي متوفرة على التلفزيون الرقمي الأرضي . في كندا ، يتم توزيع نسخة محلية بعنوان بلانيت+ كندا من قبل ثيما كندا ، وهي شركة توزيع كندية.

## القنوات السابقة
- بلانيت جونيورز (أيضًا ما بلانيت) [1] [2]

## روابط خارجية
- الموقع الرسمي
- Planète Canada official website
- Planete's Polish official website نسخة محفوظة 10 مارس 2010 على موقع واي باك مشين.